# Telescopio aéreo

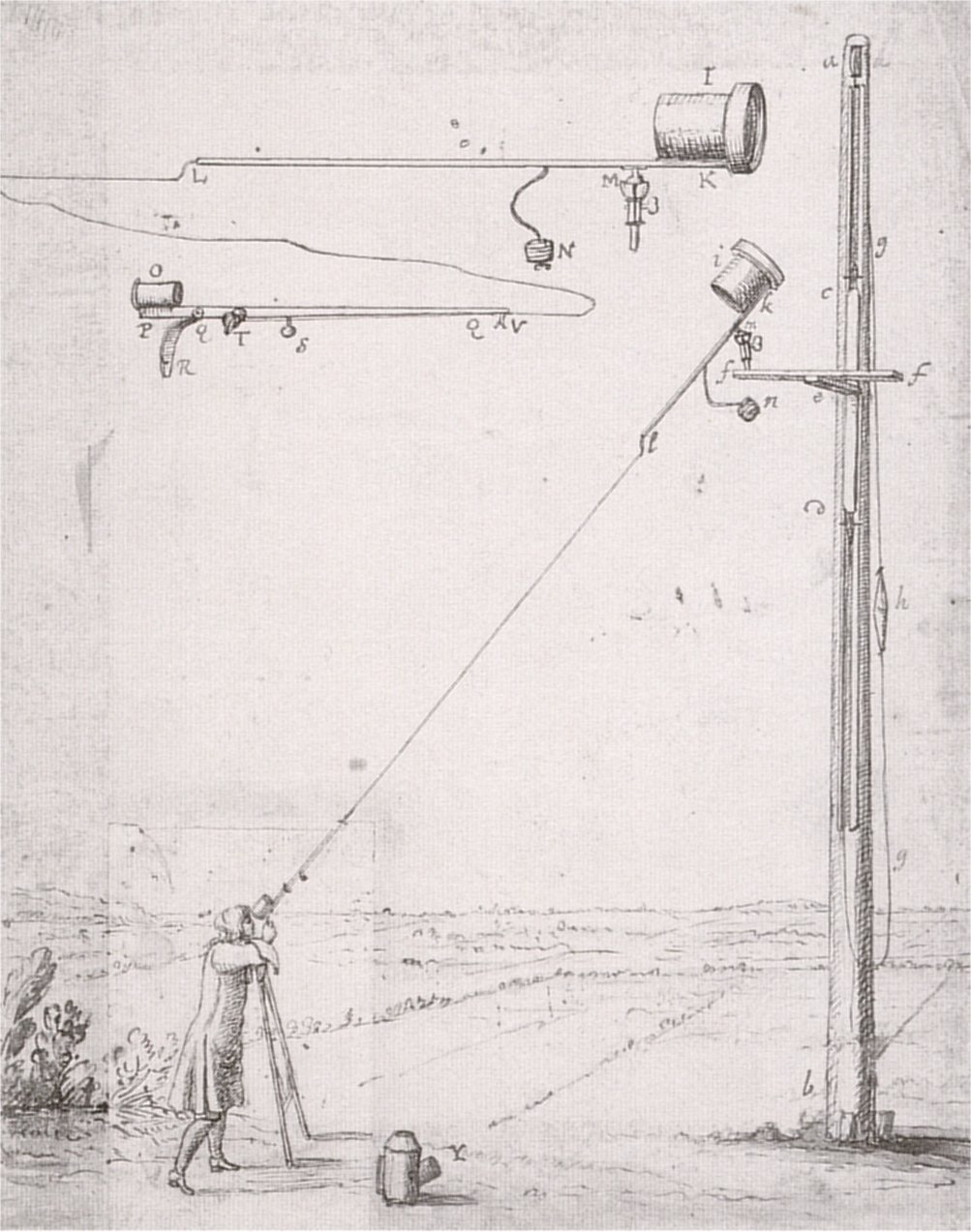
Grabado del telescopio aéreo de Huygens de 70 m de largo mostrando los dispositivos de la zona ocular y el objetivo y un alambre de interconexión.

Un telescopio aéreo es un tipo de telescopio refractor con una gran longitud focal, construido en la segunda mitad del siglo XVII, que no utilizaba un tubo. En cambio, el objetivo se encontraba instalado en una torre, vara, árbol, edificio u otra estructura sobre una junta de movimiento universal. El observador se encontraba parado sobre el terreno y tomaba el ocular, el cual se encontraba conectado con el objectivo mediante un cordel o vara. Manteniendo el cordel tenso y maniobrando el ocular, el observador podía apuntar a los objetos en el cielo. La idea de este tipo de telescopio puede haber sido de Christiaan Huygens un matemático, astrónomo y físico holandés del siglo XVII y su hermano Constantijn Huygens, Jr., aunque no es claro que ellos hayan sido sus inventores.